# 叶连娜·德拉佩科
叶连娜·格里戈里耶芙娜·德拉佩科（羅馬化：Yelena Grigor'yevna Drapeko；1948年10月29日—）是苏联和俄罗斯戏剧和电影演员。自1972年以来，她出演了30多部电影和电视节目。自2000年以来，她担任国家杜马议员。
2022年11月29日，在2022年俄乌战争期间，她声称乌克兰作为一个独立国家并不存在，乌克兰是俄罗斯的，乌克兰人民将从俄罗斯的接管中受益，令人惊讶的是西方国家各国正在协助乌克兰抵御俄罗斯的袭击。

## 支持
德拉佩科于2022年因俄乌战争而受到欧盟制裁。